# 謝東閔
謝 東閔（しゃ とうびん、1908年〈明治41年〉1月25日 - 2001年〈民国90年〉4月8日）は、中華民国の政治家。本名は謝進喜、号は求生。中華民国副総統（第6代）、台湾省政府主席（第9代）などを歴任した。台湾出身者（本省人）としては初めての副総統である。晩年は尊敬を込めて謝求公と称された。出身地の二水郷では「東閔仙」とも呼ばれていた。

## 経歴

### 前半生

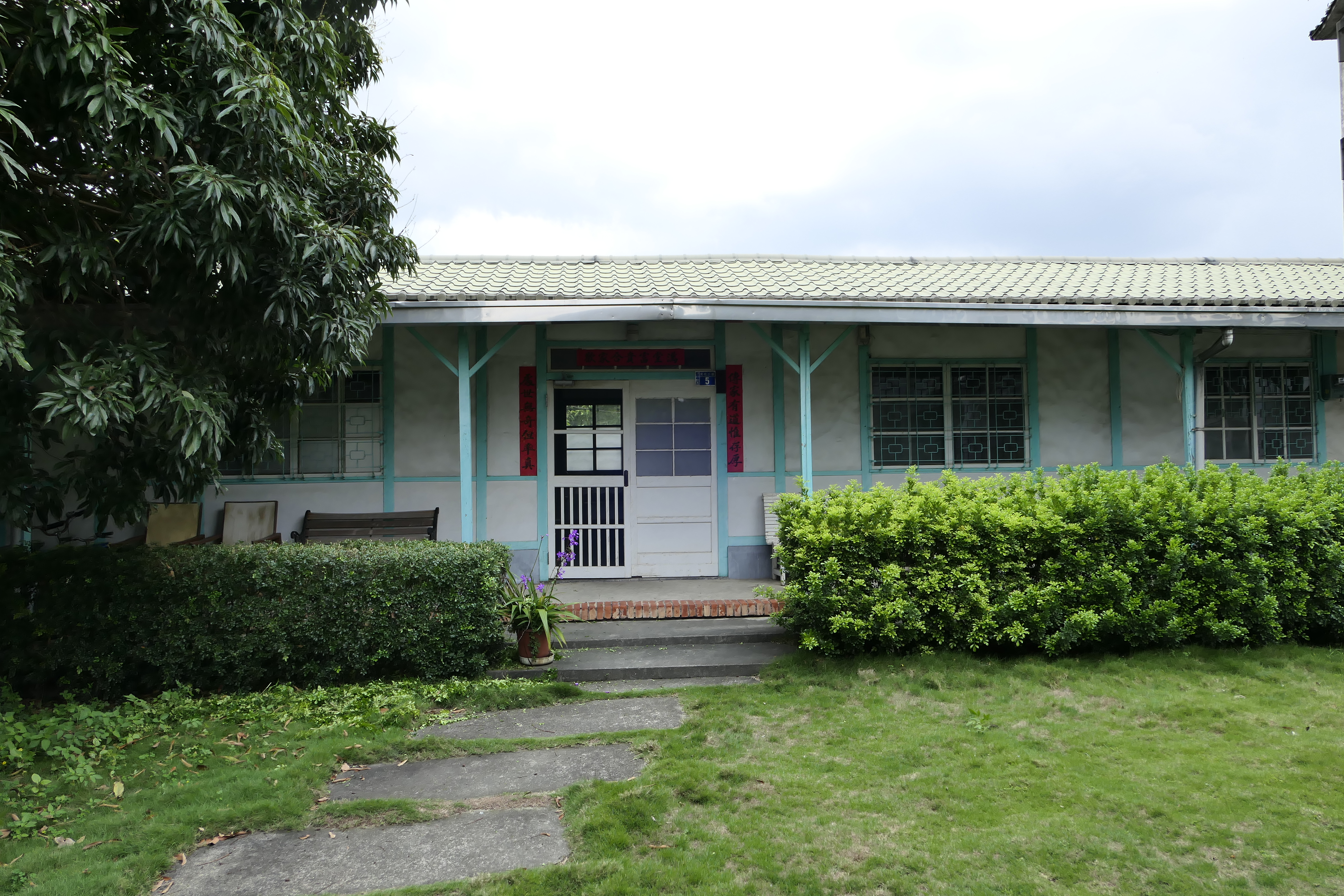
二水郷にある謝東閔の旧家

謝東閔は、1908年に台湾の裕福な家庭に生まれた。出生時の名前は謝進喜である。幼少期は二八水公学校（後に二水公学校と改称、現在の二水国民小学）、その後は台中州立第一中学（現在の台中一中）で過ごした。中学時代に日本による台湾統治に不満を抱きはじめ、祖国である中華民国本土で学びたいという考えを持つようになった。
1925年、謝は中学を卒業していなかったが、台湾から内地へ渡り、長崎から船に乗って上海へ向かった。
謝東閔は上海の東呉法学院に赴き、同年広東で就学した。1931年には広州の中山大学政治系を卒業し、日本語の助教として同大学で務める傍ら、広州や香港などで執筆活動も行っていた。

### 政治家として

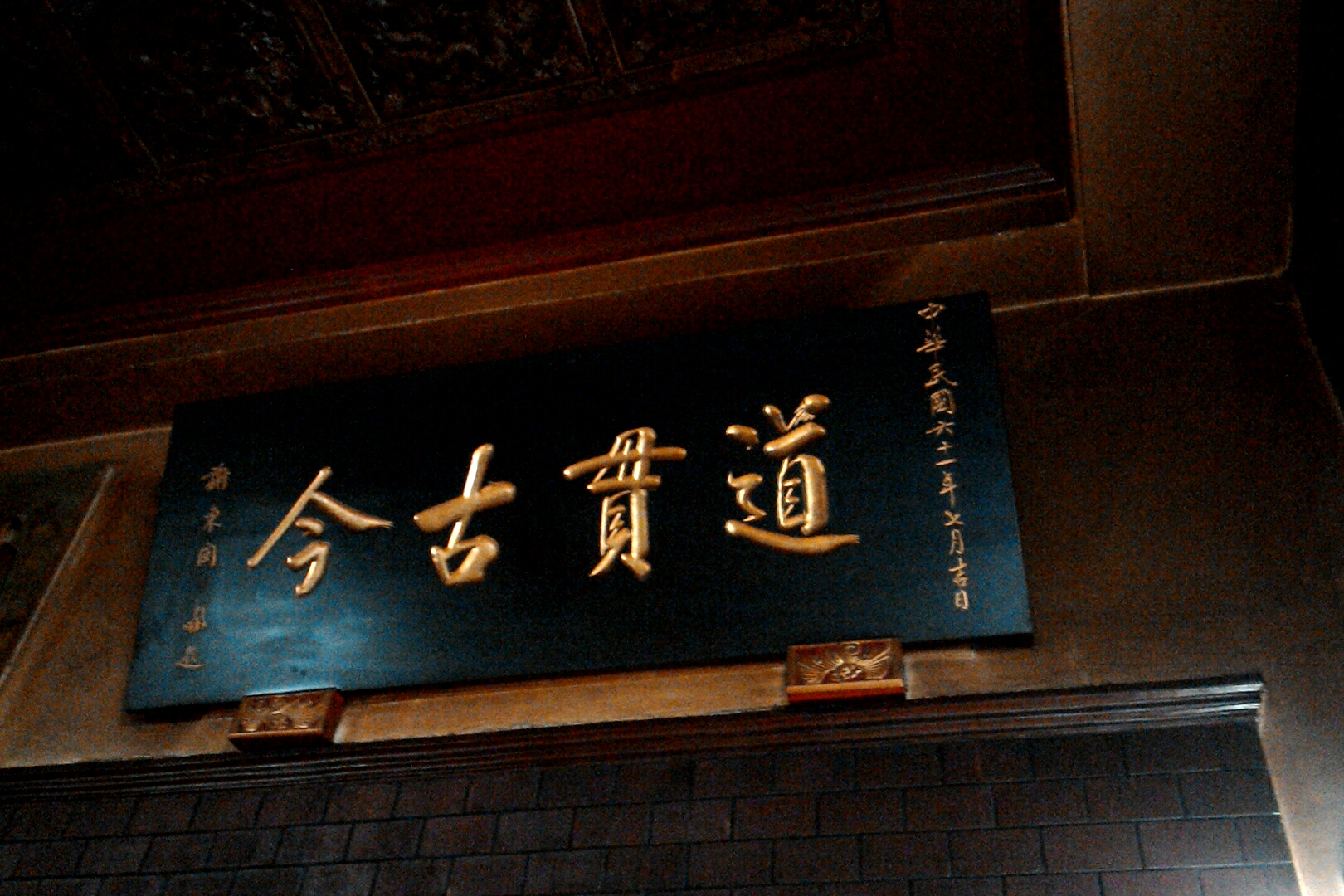
桃園文昌宮にある、台湾省主席時代の謝東閔から贈られた額（1972年7月）

1931年、謝東閔は広州市自治会兼任幹事に就任し、1936年には軍事訓練委員会の少校秘書を務めた。1938年から1941年までの、香港郵政総局郵電検査処検査員を経て、1942年に桂林市の広西日報社で電訊室主任、次いで編集長を務めた。その後、中国国民党台湾省党部の設立準備に参加要請を受けている。
謝は、1943年5月から1945年まで中国国民党台湾党部の執行委員を務め、漳州、永安、福州などで抗日活動に従事した。1945年に日中戦争が終結すると、半山仔である台北州接管委員会主任委員の連震東などとともに、中華民国国民政府に随って台湾の船隊接収に携わった。その後、1946年1月まで高雄州接管委員会主任委員を務めた。
1946年以降は、1947年まで務めた高雄県政府（官派初代）首任県長をはじめ、台湾省行政長官公署民政処副処長（1946年10月）、台湾省政府教育庁副庁長、台湾省立師範学院（現在の国立台湾師範大学）院長、台湾新生報董事長、中国青年反共救国団副主任、中国国民党中央党部副秘書長、台湾省政府秘書長、台湾省議員、台湾省議会副議長、同議長などの要職を歴任した。台湾省立師範学院院長時代の1949年には、学生弾圧事件である四六事件が発生している。
1958年3月、謝は家政の専門家を育成することで社会改善を行おうと考え、私立実践家政専科学校（後に実践大学へと発展）を設立した。
1972年6月、蔣介石により、謝東閔は台湾省政府主席に、張豊緒は台北市長に任命された:128。蔣は2人を呼び寄せ、それぞれの省や市の様々な建設状況を尋ね、市民に対する行政サービスの拡充を要求した:128。
双十節である1976年10月10日、省政府主席の謝東閔のもとに、台湾独立運動参与者である王幸男から爆弾が仕掛けられた郵便小包が届いた。開封した瞬間小包が爆発し、謝は左腕を負傷した。敗血症を引き起こす可能性があったことから、搬送先の病院で左腕は切断され、以降は義肢での生活を余儀なくされた。謝東閔は現在まで唯一の在任中暗殺未遂に遭った省主席である。
1978年から1984年まで、台湾出身者としては初の中華民国副総統を務めた。退任後は総統府資政に招聘された。
2001年1月、心筋梗塞により台北栄民総医院へ搬送された。同年4月8日の午後11時40分、心筋梗塞に伴う上気道感染症で、外双渓至善路の自宅で死去。彰化県二水郷の謝増福公派下墓園に埋葬された。

### 中一中の罪人

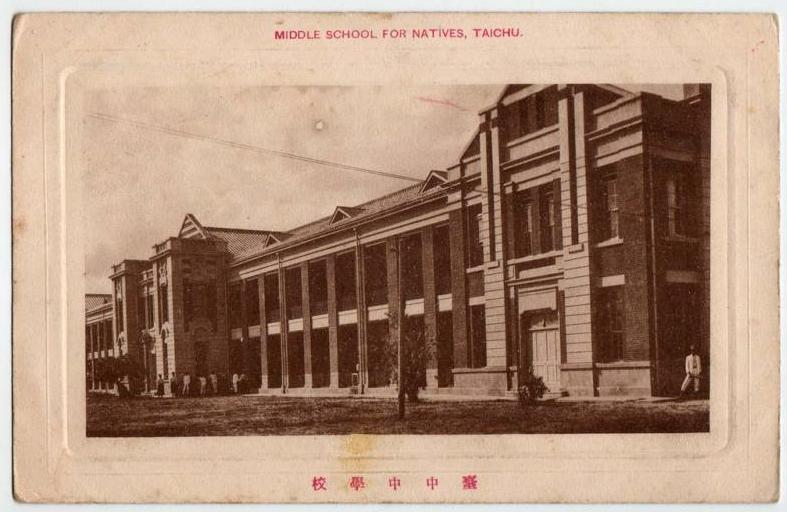
日本統治時代に建てられ、段校長時代に取り壊された旧台中一中校舎

謝が台湾省議会議長在任中の1969年、中一中の校長であった段茂廷は、教室不足の解消を理由として、日本統治時代に建てられた赤レンガの2階建て校舎（中一中紅楼）を取り壊し、4階建てのコンクリート製新校舎を建築しようとしていた。この計画は、中一中の教師、生徒、同窓生による激しい反発を引き起こしたため、段は省議会議長の謝に救援を要請した。自身も中一中の同窓生である謝はこれを快諾し、母校での講演で「舊的不去、新的不來」（古いものが去らなければ、新しいものは来ない）と述べ、旧校舎は取り壊されることになった。台湾省政府は迅速に取り壊しの資金割り当てを行い、旧校舎は1971年に完全に姿を消した。跡地には4階建てのコンクリート製校舎「荘敬楼」が、現在に至るまで建てられている。
しかしながら、築40年を超えた荘敬楼は老朽化が激しく、ひび割れや漏水が起こっている。2017年、当時の台中市長である林佳龍が紅楼の再建案を支持し、同窓会からも再建費用の寄付が持ち上がるなど、近年かつての校舎を懐かしむ声が増加し始めた。その背景には、同じく日本統治時代に建設され、現在でも台北市立建国高級中学校舎として機能している建国中学紅楼の存在がある。中華民国直轄市定古蹟である建国中学の同校舎を引き合いに、中一中の大きな損失と、台湾教育史の断裂を招いた「中一中の罪人」である段茂廷、謝東閔両者に対する非難は大きい。

## 教育への貢献
謝東閔は家族こそ国の基盤だと考えていたため、国家が繁栄し、国民が幸せでいるためには何よりも家庭が健全でなければならないと説いた。この考えに基づき、謝は体育専科学校、芸術専科学校、家事専科学校の3校を公立校として開設するよう、当時の副総統である陳誠に提案した。彼の提案は政府で採択され、1955年に国立芸術学校（現在の国立台湾芸術大学）が、1961年に省立体育専科学校（現在の国立台湾体育運動大学）が創設されたが、家事専科学校のみ政府での採択がなされず、公立校として開校される兆しが見えなかった。これを受け、謝は私立校として家事専科学校（後に家政専科学校へ改称）を開校する計画を立て、1957年に家政学校の創設を決定した。1958年3月26日、謝東閔は中華民国で初の家政学校である私立実践家政専科学校（現在の実践大学）を立ち上げた。
1984年、台北語文学院の名誉董事長に就任。彰化県田中鎮には、謝東閔の功績を称え、東閔と名付けられた通りが存在する。

## 旧家
謝東閔の旧家は、二水郷にある実践大学付属二水郷家政推広実験センターの北側に位置している。もともとの住居は三合院造りであり、現在の実験センターの場所に建てられていた。謝東閔の母が亡くなった際に、旧家は東護龍（東側の建物）を残して取り壊され、90度回転して現在の位置に移転された。旧家の跡地には、「私立実践家政専科学校附設二水家政推広センター」が1972年に設立された。

## 家族
謝東閔の弟である謝敏初は、台湾青果運銷合作社総経理および理事主席を務めた。長子である謝孟雄は医師であり、第2回監察委員、考試院典試委員、台北医学院校長、実践大学董事長などを歴任。孟雄の妻である林澄枝は、行政院文化建設委員会主委、国民党副主席などを歴任。三男の謝大立はデザイナーであり、実践大学媒体伝達設計学系の専任客員教授を務めている。

## その他
1980、90年代の台湾では、国民党内に「八大老」と呼ばれる括りが存在した。主に謝東閔、黄少谷、倪文亜、李国鼎、蔣彦士、袁守謙、辜振甫などを「七大老」と称し、後に陳立夫を加えて八大老と呼ばれるようになった。
1990年中華民国総統選挙の際には、現職総統の李登輝の再選に反発した党内非主流派が後援する林洋港を蹴落とすため、李登輝を推す国民党主流派が八大老に働きかけ、林洋港への立候補辞退を勧めさせた。その結果、林洋港は総統選出馬を断念し、李登輝の再選につながった。

## 著作
- 『歸返：我家和我的故事』
- 『謝氏大族譜』- 民国62年（1973年）12月出版